# Alan Mineiro
Alan Cássio da Cruz, mais conhecido como Alan Mineiro (Três Corações, 29 de setembro de 1987), é um futebolista brasileiro que atua como meia e atacante. Atualmente está no Aymorés.

## Carreira

### Atlético Paranaense
Começou sua carreira nas categorias de base do Atlético Paranaense, mas jamais teve oportunidade de atuar no time profissional.

### Rio Branco-PR
Antes mesmo de completar 20 anos de idade, foi emprestado ao Rio Branco-PR para disputar a Copa Paraná de 2007.

### São Bernardo
Em 2008 foi emprestado novamente, fazendo parte do elenco do São Bernardo que, naquele ano, foi vice-campeão da Série A3 do Campeonato Paulista, conseguindo o acesso à Série A2, e também disputou a Copa Paulista.

### Guaraní
Em 2009 teve sua primeira experiência internacional, sendo emprestado ao Guaraní, do Paraguai. Sobre essa passagem pelo país, Alan Mineiro comentou:
| “ | Foi uma experiência muito boa. As pessoas vêem o futebol paraguaio com maus olhos, mas é um campeonato muito disputado e bom tecnicamente. | ” |

### Retorno ao Atlético Paranaense
Ao final do empréstimo, retornou ao Atlético Paranaense, mas não teve seu contrato renovado.

### Olé Brasil
Desanimado, ficou quase um ano sem atuar profissionalmente, fazendo bicos como pedreiro para conseguir dinheiro, e pensou que sua carreira de futebolista tinha terminado. Até que surgiu o convite para jogar a Série B do Campeonato Paulista (equivalente à quarta divisão) de 2010 pelo Olé Brasil de Ribeirão Preto. Sem pensar duas vezes, Alan Mineiro aceitou.

### Águia Negra
Em seguida, já em 2011, foi convidado a jogar no Águia Negra, da cidade de Rio Brilhante, no Mato Grosso do Sul. Disputou o campeonato estadual e marcou 7 gols.

### Paulista
Ainda em 2011, foi contratado pelo Paulista, de Jundiaí para disputar a Copa Paulista. Atuando como titular, conseguiu ajudar o time a conquistar o título, inclusive marcando um gol na primeira partida da final contra o Comercial.

### Albirex Niigata
Suas boas atuações pelo Paulista lhe valeram mais uma oportunidade internacional: foi contratado pelo clube japonês Albirex Niigata, onde atuou ao longo de 2012.

### Retorno ao Paulista
Ao final da temporada no Japão, Alan Mineiro retornou ao Galo da Japi para disputar o Campeonato Paulista de 2013. Mas trouxe um importante aprendizado do futebol japonês:
| “ | Foi muito boa essa passagem pelo futebol japonês, principalmente na parte tática. Aqui no Brasil, o jogador fica mais livre para atacar e os mais ofensivos ajudam pouco na marcação. Lá não tem essa, todo mundo precisa marcar e isso eu aprendi. | ” |

### Ferroviária
Em 2014 foi para a Ferroviária de Araraquara, mas o início no novo clube foi difícil, com uma grave lesão no joelho que o deixou afastado por um longo período.

### Boa Esporte
Ao longo de 2014, atuou ainda pelo Boa Esporte, que disputava a Série B do Brasileirão.

### Icasa
Ainda em 2014, atuou pelo Icasa na Série C.

### Retorno a Ferroviária
A temporada de 2015 foi, certamente, a de maior destaque na carreira de Alan Mineiro até então. De volta para a Ferroviária para a disputa do Campeonato Paulista da Série A2, foi decisivo para a conquista do título que trouxe o clube de volta para a elite do futebol paulista depois de 19 anos. Além de artilheiro do time, com 8 gols, também foi eleito o melhor jogador do campeonato.

### Bragantino
Em seguida, foi convidado para disputar a Série B do Brasileirão pelo Bragantino, onde mais uma vez teve participação destacada na excelente campanha do time, marcando 12 gols e realizando 8 assistências durante o certame.

### Corinthians
Finalmente, em dezembro de 2015 Alan Mineiro foi oficialmente anunciado como reforço do Corinthians para a temporada de 2016. Depois de passar por tantos clubes ao longo da carreira, e de quase ter desistido de jogar futebol profissionalmente, Alan Mineiro declarou:
| “ | Trabalhei minha vida inteira por essa oportunidade e creio que ela veio no momento certo, um momento de maturidade na minha vida. Encaro como o maior desafio que tive até hoje e tenho certeza de que vou dar conta do recado. | ” |

Entretanto, sua primeira temporada no clube não começou bem. Chegou das férias acima do peso e foi preterido nos jogos do time na pré-temporada, levando inclusive bronca do treinador.
Depois desse início conturbado, o jogador conseguiu atingir o nível de forma física adequado e começou a receber algumas oportunidades de entrar durantes os jogos do Campeonato Paulista.
Marcou seu primeiro gol com a camisa do Corinthians em jogo contra o Novorizontino, quando saiu do banco de reservas no segundo tempo para entrar no lugar do meia Danilo. Voltou a marcar no jogo seguinte, contra o Red Bull Brasil, na vitória do time pelas oitavas de final do campeonato estadual.
Ganhando a confiança do treinador, Alan Mineiro foi o escolhido para substituir o meia Giovanni Augusto, lesionado, para iniciar no time titular contra o Audax na semifinal do campeonato estadual. Porém, depois de perder um gol incrível no início do jogo com o goleiro adversário fora da meta, foi substituído no intervalo e viu o time ser eliminado nos pênaltis após o empate por 2 X 2.
Teve chance de iniciar novamente no time titular logo na partida seguinte, no jogo de ida das oitavas de final da Copa Libertadores contra o Nacional do Uruguai, mas novamente não foi bem e acabou substituído no segundo tempo.
Depois desses dois jogos em que não correspondeu às expectativas, Alan Mineiro perdeu completamente o espaço na equipe, não sendo relacionado nem mesmo para o banco de reservas no jogo de volta contra o mesmo Nacional.

#### Jogos pelo Corinthians
Expanda a caixa de informações para conferir todos os jogos deste jogador, pelo Corinthians.
| Jogos pelo Corinthians                 | Jogos pelo Corinthians | Jogos pelo Corinthians                            | Jogos pelo Corinthians | Jogos pelo Corinthians   | Jogos pelo Corinthians | Jogos pelo Corinthians |
|                                        | Data                   | Local                                             | Resultado              | Adversário               | Gols                   | Competição             |
| 2013                                   | 2013                   | 2013                                              | 2013                   | 2013                     | 2013                   | 2013                   |
| -------------------------------------- | ---------------------- | ------------------------------------------------- | ---------------------- | ------------------------ | ---------------------- | ---------------------- |
| 1.                                     | 23 de janeiro          | Lockhart Stadium, Fort Lauderdale, Estados Unidos | 0–0                    | Fort Lauderdale Strikers | 0                      | Amistoso               |
| 2.                                     | 6 de março             | Vila Belmiro, Santos, Brasil                      | 0–2                    | Santos                   | 0                      | Paulista               |
| 3.                                     | 13 de março            | Estádio Santa Cruz, Ribeirão Preto, Brasil        | 3–0                    | Botafogo-SP              | 0                      | Paulista               |
| 4.                                     | 16 de março            | Arena Corinthians, São Paulo, Brasil              | 2–0                    | Cerro Porteño            | 0                      | Libertadores           |
| 5.                                     | 19 de março            | Arena Corinthians, São Paulo, Brasil              | 4–0                    | Linense                  | 0                      | Paulista               |
| 6.                                     | 26 de março            | Arena Corinthians, São Paulo, Brasil              | 1–0                    | Ituano                   | 0                      | Paulista               |
| 7.                                     | 30 de março            | Arena Corinthians, São Paulo, Brasil              | 2–1                    | Ponte Preta              | 0                      | Paulista               |
| 8.                                     | 10 de abril            | Arena Corinthians, São Paulo, Brasil              | 3–0                    | Novorizontino            | 1                      | Paulista               |
| 9.                                     | 16 de abril            | Arena Corinthians, São Paulo, Brasil              | 4–0                    | Red Bull Brasil          | 1                      | Paulista               |
| 10.                                    | 20 de abril            | Arena Corinthians, São Paulo, Brasil              | 6–0                    | Cobresal                 | 0                      | Libertadores           |
| 11.                                    | 23 de abril            | Arena Corinthians, São Paulo, Brasil              | 2(1)–(4)2              | Audax                    | 0                      | Paulista               |
| 12.                                    | 27 de abril            | Estádio Gran Parque Central, Montevidéu, Uruguai  | 0–0                    | Nacional                 | 0                      | Libertadores           |
| Legenda: Vitórias — Empates — Derrotas |                        |                                                   |                        |                          |                        |                        |

### América Mineiro
Com o início do campeonato brasileiro, sem espaço no elenco do Corinthians, o próprio treinador Tite recomendou que o jogador fosse emprestado para outro clube para ganhar mais oportunidades. Vários clubes se interessaram pelo atleta, e ele acabou optando pelo América-MG, que também disputaria a Série A do Campeonato Brasileiro de 2016, com empréstimo acertado até o final do ano.

### Vila Nova
Foi contratado pelo Vila Nova, clube onde mais se destacou na carreira. Em 2018 foi o principal jogador do time, na época comando por Hemerson Maria, na boa campanha em que o colorado goiano chegou a brigar pelo acesso. Nesse mesmo ano, marcou gols e foi o homem da partida nas duas vitórias contundentes que o Vila Nova teve sobre o Goiás, seu maior rival, na Série B, ao final de uma dessas partidas, Alan se declarou o "Rei dos Clássicos", e caiu nas graças do torcedor vilanovense. Muito identificado com a torcida, o jogador ainda foi capitão do título da Série C de 2020 com o Tigrão, e permaneceu no clube, onde é ídolo, até 2021.

### Fortaleza
O Fortaleza contratou o jogador, mas sem espaço no clube voltou ao Vila Nova.

## Estatísticas
Até 27 de abril de 2016.

### Clubes
| Clube             | Temporada         | Campeonato nacional | Campeonato nacional | Campeonato nacional | Copa nacional[a] | Copa nacional[a] | Copa nacional[a] | Competições continentais[b] | Competições continentais[b] | Competições continentais[b] | Outros torneios[c] | Outros torneios[c] | Outros torneios[c] | Total | Total | Total   |
| Clube             | Temporada         | Jogos               | Gols                | Assist.             | Jogos            | Gols             | Assist.          | Jogos                       | Gols                        | Assist.                     | Jogos              | Gols               | Assist.            | Jogos | Gols  | Assist. |
| ----------------- | ----------------- | ------------------- | ------------------- | ------------------- | ---------------- | ---------------- | ---------------- | --------------------------- | --------------------------- | --------------------------- | ------------------ | ------------------ | ------------------ | ----- | ----- | ------- |
| Rio Branco-PR     | 2007              | —                   | —                   | —                   | —                | —                | —                | —                           | —                           | —                           | 0                  | 0                  | 0                  | 0     | 0     | 0       |
| Rio Branco-PR     | Total             | 0                   | 0                   | 0                   | 0                | 0                | 0                | 0                           | 0                           | 0                           | 0                  | 0                  | 0                  | 0     | 0     | 0       |
| São Bernardo      | 2008              | —                   | —                   | —                   | —                | —                | —                | —                           | —                           | —                           | 0                  | 0                  | 0                  | 0     | 0     | 0       |
| São Bernardo      | Total             | 0                   | 0                   | 0                   | 0                | 0                | 0                | 0                           | 0                           | 0                           | 0                  | 0                  | 0                  | 0     | 0     | 0       |
| Guaraní           | 2009              | 28                  | 0                   | 0                   | —                | —                | —                | —                           | —                           | —                           | —                  | —                  | —                  | 28    | 0     | 0       |
| Guaraní           | Total             | 28                  | 0                   | 0                   | 0                | 0                | 0                | 0                           | 0                           | 0                           | 0                  | 0                  | 0                  | 28    | 0     | 0       |
| Olé Brasil        | 2010              | —                   | —                   | —                   | —                | —                | —                | —                           | —                           | —                           | 0                  | 0                  | 0                  | 0     | 0     | 0       |
| Olé Brasil        | Total             | 0                   | 0                   | 0                   | 0                | 0                | 0                | 0                           | 0                           | 0                           | 0                  | 0                  | 0                  | 0     | 0     | 0       |
| Águia Negra       | 2011              | —                   | —                   | —                   | —                | —                | —                | —                           | —                           | —                           | 0                  | 0                  | 0                  | 0     | 0     | 0       |
| Águia Negra       | Total             | 0                   | 0                   | 0                   | 0                | 0                | 0                | 0                           | 0                           | 0                           | 0                  | 0                  | 0                  | 0     | 0     | 0       |
| Paulista          | 2011              | —                   | —                   | —                   | —                | —                | —                | —                           | —                           | —                           | 0                  | 0                  | 0                  | 0     | 0     | 0       |
| Paulista          | Total             | 0                   | 0                   | 0                   | 0                | 0                | 0                | 0                           | 0                           | 0                           | 0                  | 0                  | 0                  | 0     | 0     | 0       |
| Albirex Niigata   | 2012              | 22                  | 3                   | 3                   | 5                | 1                | 0                | —                           | —                           | —                           | —                  | —                  | —                  | 27    | 4     | 3       |
| Albirex Niigata   | Total             | 22                  | 3                   | 3                   | 5                | 1                | 0                | 0                           | 0                           | 0                           | 0                  | 0                  | 0                  | 27    | 4     | 3       |
| Paulista          | 2013              | —                   | —                   | —                   | —                | —                | —                | —                           | —                           | —                           | 17                 | 3                  | 0                  | 17    | 3     | 0       |
| Paulista          | Total             | 0                   | 0                   | 0                   | 0                | 0                | 0                | 0                           | 0                           | 0                           | 17                 | 3                  | 0                  | 17    | 3     | 0       |
| Ferroviária       | 2014              | —                   | —                   | —                   | —                | —                | —                | —                           | —                           | —                           | 21                 | 8                  | 0                  | 21    | 8     | 0       |
| Ferroviária       | Total             | 0                   | 0                   | 0                   | 0                | 0                | 0                | 0                           | 0                           | 0                           | 21                 | 8                  | 0                  | 21    | 8     | 0       |
| Boa Esporte       | 2014              | 2                   | 0                   | 0                   | —                | —                | —                | —                           | —                           | —                           | —                  | —                  | —                  | 2     | 0     | 0       |
| Boa Esporte       | Total             | 2                   | 0                   | 0                   | 0                | 0                | 0                | 0                           | 0                           | 0                           | 0                  | 0                  | 0                  | 2     | 0     | 0       |
| Icasa             | 2014              | 4                   | 0                   | 0                   | —                | —                | —                | —                           | —                           | —                           | —                  | —                  | —                  | 4     | 0     | 0       |
| Icasa             | Total             | 4                   | 0                   | 0                   | 0                | 0                | 0                | 0                           | 0                           | 0                           | 0                  | 0                  | 0                  | 4     | 0     | 0       |
| Ferroviária       | 2015              | —                   | —                   | —                   | —                | —                | —                | —                           | —                           | —                           | 16                 | 8                  | 0                  | 16    | 8     | 0       |
| Ferroviária       | Total             | 0                   | 0                   | 0                   | 0                | 0                | 0                | 0                           | 0                           | 0                           | 16                 | 8                  | 0                  | 16    | 8     | 0       |
| Bragantino        | 2015              | 35                  | 12                  | 9                   | —                | —                | —                | —                           | —                           | —                           | —                  | —                  | —                  | 35    | 12    | 9       |
| Bragantino        | Total             | 35                  | 12                  | 9                   | 0                | 0                | 0                | 0                           | 0                           | 0                           | 0                  | 0                  | 0                  | 35    | 12    | 9       |
| Corinthians       | 2016              | 0                   | 0                   | 0                   | 0                | 0                | 0                | 3                           | 0                           | 0                           | 9                  | 2                  | 1                  | 12    | 2     | 1       |
| Corinthians       | Total             | 0                   | 0                   | 0                   | 0                | 0                | 0                | 3                           | 0                           | 0                           | 9                  | 2                  | 1                  | 12    | 2     | 1       |
| América-MG        | 2016              | 0                   | 0                   | 0                   | 0                | 0                | 0                | —                           | —                           | —                           | —                  | —                  | —                  | 0     | 0     | 0       |
| América-MG        | Total             | 0                   | 0                   | 0                   | 0                | 0                | 0                | —                           | —                           | —                           | —                  | —                  | —                  | 0     | 0     | 0       |
| Total na carreira | Total na carreira | 91                  | 15                  | 12                  | 5                | 1                | 0                | 3                           | 0                           | 0                           | 62                 | 17                 | 1                  | 162   | 37    | 13      |

- a. ^ Jogos da Copa da Liga Japonesa e Copa do Imperador
- b. ^ Jogos da Copa Libertadores da América
- c. ^ Jogos da Copa Paraná, Campeonato Paulista - Série A3, Campeonato Paulista - Segunda Divisão, Campeonato Sul-Mato-Grossense, Copa Paulista, Campeonato Paulista, Campeonato Paulista - Série A2 e Florida Cup

## Títulos
Paulista
- Copa Paulista: 2011

Ferroviária
- Campeonato Paulista - Série A2: 2015

Vila Nova
- Campeonato Brasileiro - Série C: 2020